# Португалия на «Евровидении-1989»
Португалия принимала участие в тридцать четвёртом выпуске телевизионного конкурса Евровидение-1989, который состоялся 6 мая в Лозанне, Швейцария. Страну представляла рок-группа Da Vinci с песней Conquistador ("Конкистадор"), написанной композитором Рикарду Ландумом на слова Педру Луиша. Песня была написана на историческую тему и восхваляла прошлое Португалии как колониальной империи, имевшей владения в Америке, Африке и Азии. По итогам голосования Conquistador заняла 16-е место из 22, набрав 39 баллов. Тем не менее, Conquistador стала предшественницей португальской заявки на Евровидение-1990 Há sempre alguém в исполнении Нуши. Конкурс был показан RTP на канале RTP1 с комментариями Аны Занатти. Глашатаем от Португалии была Маргарида Андраде.

## До «Евровидения»

### Festival RTP da Canção 1989
Начиная с 1964 года португальская телерадиокомпания RTP отвечает за организацию отбора португальской заявки на Евровидение и трансляцию конкурса. Традиционно, все португальские заявки отбирались через национальный финал под названием Festival RTP da Canção, за исключением 1988 года, когда вещатель впервые отказался от его проведения и устроил внутренний отбор заявки. Двадцать пятый Festival RTP da Canção 1989 состоялся 7 марта в театре Гарсия де Резенде Эворы. Ведущими были композитор и дирижёр Антониу Виторино де Алмейда и актриса Мануэла Карлос. Общественное телевидение пригласило несколько звукозаписывающих компаний представить тему, при этом издатели несут ответственность за выбор авторов, композиторов, исполнителей и песен. Следующие пять издателей приняли этот вызов и представили свои предложения: MBP представила Марину Мота, SBK соревновалась с Eccos, Ovação с Ленитой Джентиль, Валентим де Карвалью пригласил на фестиваль Жозе Альберту Рейша, а Discossete пригласил на фестиваль Da Vinci. Пять конкурсантов приняло участие, а жюри, разделённое по 22 округам, выставляло баллы от 1 (минимальный) до 5 (максимальный). Победу одержала группа Da Vinci с песней Conquistador, которые также получили приз за лучшую интерпретацию.
| Порядковый номер | Исполнитель        | Название песни            | Очки | Место |
| ---------------- | ------------------ | ------------------------- | ---- | ----- |
| 1                | Марина Мота        | Partir de mim             | 87   | 2     |
| 2                | Eccos              | Assim recordo-me de ti    | 59   | 3     |
| 3                | Ленита Джентиль    | Canção de roda e fantasia | 30   | 5     |
| 4                | Жозе Альберту Рейш | Palavras cruzadas         | 54   | 4     |
| 5                | Da Vinci           | Conquistador              | 121  | 1     |

## На «Евровидении»
В Лозанне группа Da Vinci выступала под номером 9, между Норвегией и Швецией. Несмотря на зажигательное выступление, устроенное участниками группы, жюри не было особенно запечатлено Португалией. По итогам голосования Conquistador заняла 16-е место из 22, набрав 39 баллов. 12 очков португальское жюри присудило вице-чемпиону конкурса, Великобритании. Дирижёром оркестра во время исполнения португальской заявки был Луиш Дуарте.

### Голосование
| Очки      | Страна                |
| --------- | --------------------- |
| 12 баллов |                       |
| 10 баллов |                       |
| 8 баллов  | - Испания             |
| 7 баллов  | - Люксембург          |
| 6 баллов  | - Австрия - Греция    |
| 5 баллов  |                       |
| 4 балла   | - Турция              |
| 3 балла   | - Швеция              |
| 2 балла   | - Бельгия - Финляндия |
| 1 балл    | - Норвегия            |

| Очки      | Страна         |
| --------- | -------------- |
| 12 баллов | Великобритания |
| 10 баллов | Греция         |
| 8 баллов  | Швеция         |
| 7 баллов  | Италия         |
| 6 баллов  | Кипр           |
| 5 баллов  | Германия       |
| 4 балла   | Югославия      |
| 3 балла   | Швейцария      |
| 2 балла   | Дания          |
| 1 балл    | Финляндия      |